# Levkokhóri (ort i Grekland, Grekiska fastlandet)
Levkokhóri (Lefkochori) är en ort i Grekland.   Den ligger i prefekturen Fthiotis och regionen Grekiska fastlandet, i den centrala delen av landet, 110 km nordväst om huvudstaden Aten. Levkokhóri ligger 138 meter över havet och antalet invånare är 123.
Terrängen runt Levkokhóri är huvudsakligen kuperad, men den allra närmaste omgivningen är platt.Runt Levkokhóri är det glesbefolkat, med 20 invånare per kvadratkilometer. Närmaste större samhälle är Eláteia, 3,1 km norr om Levkokhóri. Trakten runt Levkokhóri består till största delen av jordbruksmark.